# Eublemma tomentalis
Eublemma tomentalis is een vlinder van de familie van de spinneruilen (Erebidae). De wetenschappelijke naam van deze soort is voor het eerst voorgesteld door Hans Rebel in een publicatie uit 1948.

## Verspreiding
De soort komt voor in Egypte, Israël, Saudi-Arabië en Jemen.

## Biologie
De vlinder vliegt in één generatie van februari tot in april. Het habitat bestaat uit droge en steppeachtige gebieden.